# Andreas Buro
Andreas Buro (* 15. August 1928 in Berlin; † 19. Januar 2016 in Grävenwiesbach) war ein deutscher Politikwissenschaftler und von Ende der 1950er Jahre bis zu seinem Tod eine einflussreiche Persönlichkeit der Friedensbewegung. Des Weiteren beeinflusste er ab Ende der 1960er Jahre die Menschen- und Bürgerrechtsbewegungen seiner Zeit sowie als Mitbegründer des Sozialistischen Büros und des Komitees für Grundrechte und Demokratie die undogmatische Neue Linke in der Bundesrepublik.
Er lehrte ab 1980 als Professor für internationale Politik an der Goethe-Universität in Frankfurt am Main. Einer seiner Schwerpunkte galt seit den 1990er Jahren der Friedens- und Konfliktforschung, hierbei insbesondere der Erarbeitung von zivilen, sinngemäß nicht-militärischen Lösungsstrategien bei internationalen Konflikten (zivile Konfliktbearbeitung). Vor allem für seine Arbeit in diesem Themenbereich wurden ihm 2008 – wenige Wochen nach der Vollendung seines 80. Lebensjahrs – der Aachener Friedenspreis und fünf Jahre später der Göttinger Friedenspreis für sein jahrzehntelanges friedenspolitisches Wirken insgesamt verliehen.

## Wirkung
Buro gilt als einer der wesentlichen intellektuellen Unterstützer und Sprecher – zunächst der westdeutschen – Friedens- und Menschenrechtsbewegung nach dem Zweiten Weltkrieg, wobei ihm immer auch die internationale Vernetzung der entsprechenden sozialen Basisbewegungen wichtig war. So war er auf der übernationalen Ebene Mitbegründer der International Confederation for Disarmament and Peace (ICDP) im Rahmen der europaweiten Kampagne European Nuclear Disarmament (END) (1963), der Peace Brigades International (pbi) (1981), der deutschen Sektion der Helsinki Citizens Assembly (HCA), einem Zusammenschluss von Bürger- und Menschenrechtsgruppen aus den OSZE-Staaten (1993), bis hin zum Dialog-Kreis für türkisch-kurdische Verständigung und für eine politische Lösung des Kurdenkonflikts (1995).
Bereits Ende der 1950er Jahre engagierte er sich als Mitglied der Internationale der Kriegsdienstgegner (IDK) im außerparlamentarischen Widerstand gegen die atomare Bewaffnung des Landes (Kampf dem Atomtod). In dessen Nachfolge war er zu Beginn der 1960er Jahre einer der Initiatoren der ursprünglich von Großbritannien ausgehenden Ostermarschbewegung in der Bundesrepublik Deutschland. In den folgenden Jahrzehnten setzte sich Buro bis zu seinem Lebensende sowohl aktiv bei Großveranstaltungen und Kongressen als auch publizistisch für die Ziele der Friedensbewegung ein: Unter anderem in den 1960er Jahren gegen den Vietnamkrieg, in den frühen 1980ern gegen die Nachrüstung mit atomar bestückten Pershing-II-Mittelstreckenraketen und Marschflugkörpern in Westeuropa, 1999 gegen ein militärisches Eingreifen der NATO incl. der Bundeswehr im Kosovokrieg, 2002/03 gegen den Irakkrieg.
Außerdem war Andreas Buro 1969 Mitinitiator der Gründung des Sozialistischen Büros. In diesem Kontext gilt er auch als ein Vertreter der undogmatischen Neuen Linken in Deutschland. In den Jahren 1978 bis 1980 trugen zusätzlich dazu seine Funktion als einer der Sprecher des dritten internationalen Russell-Tribunals zur Situation der Menschenrechte in der Bundesrepublik (1978) ebenso bei wie seine Rolle als Mitbegründer des Komitees für Grundrechte und Demokratie (1980).
Nach seiner Emeritierung war Buro bis zum Lebensende Mitglied des wissenschaftlichen Beirats der Internationalen Ärzte für die Verhütung des Atomkrieges (IPPNW).

## Biographisch-politische Entwicklung

### Jugend und erstes Studium (1928 bis 1954)
Geboren im Jahr 1928, verbrachte Andreas Buro seine bewusst erlebte Kindheit und Jugend während der Diktatur des Nationalsozialismus. Im Alter von 16 Jahren wurde er 1944 als „Luftwaffenhelfer“ eingezogen und erlebte den „totalen Krieg“, zu dem NS-Propagandaminister Joseph Goebbels im Jahr zuvor in seiner Sportpalastrede aufgerufen hatte, im direkten militärischen Einsatz während der letzten Monate des Zweiten Weltkriegs in Europa; des Krieges, der vom Deutschen Reich 1939 ausgelöst worden war und der ab Spätherbst 1944 auch zu Lande seinen Hauptschauplatz in Deutschland selbst hatte. Die Erfahrungen, die Buro in diesem letzten Kriegsjahr – vor allem im Einsatz als Flakhelfer während der Schlacht um Berlin – machen musste, trugen wesentlich zu seiner späteren Haltung eines entschiedenen Pazifismus und Antimilitarismus bei.
Nach dem Krieg arbeitete Buro zunächst einige Jahre als Waldarbeiter. Er holte das Abitur nach und studierte Forstwirtschaft. 1954 promovierte er mit einer Doktorarbeit unter dem Titel Untersuchungen über den Abbau von Kiefern- und Buchenholz durch Holz zerstörende Pilze und dessen Beeinflussung durch Hitzebehandlungen und Kunstharztränkungen des Holzes.

### Friedenspolitisches Engagement 1955 bis 1970
Als Mitte der 1950er Jahre während der ersten Hochphase des Kalten Krieges mit dem Beitritt der Bundesrepublik Deutschland zum westlichen Militärbündnis der NATO und der Gründung der Bundeswehr eine neue (west-)deutsche Armee gegen die massiven Proteste der Wiederbewaffnungskritiker der sogenannten Ohne mich-Bewegung durchgesetzt worden war, trat Buro der pazifistischen Organisation Internationale der Kriegsdienstgegner (IdK) bei, einer deutschen Sektion der War Resisters’ International (WRI). In den folgenden Jahren entwickelte er sich als Mitglied dieser Organisation zu einem Sprecher der westdeutschen Friedensbewegung.
Zunächst engagierte sich Buro Ende der 1950er Jahre in der Kampagne Kampf dem Atomtod gegen die Ausrüstung der Bundeswehr mit Kernwaffen. Anfang der 1960er gehörte er zu den entscheidenden Initiatoren der ersten Ostermärsche in der Bundesrepublik. Als geschäftsführender Sprecher des Ausschusses der Kampagne für Demokratie und Abrüstung baute er zwischen 1965 und 1969 die Ostermarschbewegung aus. Dabei setzte er in diesen Jahren einen Schwerpunkt der Bewegung in die Proteste und Aktionen gegen den Vietnamkrieg, der auch von der Außerparlamentarischen Opposition der Studentenbewegung als eines der entscheidenden Themen aufgegriffen wurde. Buros Engagement beschränkte sich nicht allein auf Aktionen in der Bundesrepublik. So gehörte er neben anderen zum deutschen Koordinationsgremium des San-Francisco-Moskau-Marsches für blockübergreifende Abrüstung und war Sprecher der Friedensbewegung in der Europäischen antinuklearen Konföderation.
Während der Hochphase der Studentenbewegung absolvierte Buro ab 1966 im Fach Politische Wissenschaften ein weiteres Studium, das er 1969 abschloss. 1970 wurde er zunächst Lehrbeauftragter, schließlich 1980 ordentlicher Professor für internationale Politik an der Goethe-Universität in Frankfurt am Main.

### Sozialistisches Büro, Komitee für Grundrechte und Demokratie 1970–2000
Nach dem Niedergang der Studentenbewegung ab 1968/69 gehörte Buro 1969 neben Klaus Vack, Eva Senghaas, Wolf-Dieter Narr u. a. zu den Mitbegründern des Sozialistischen Büros (SB), das sich mit der Zeitschrift links in den folgenden Jahren zu einer sowohl im praktischen als auch theoretischen Bereich impulsgebenden Institution für die undogmatische Neue Linke in Deutschland entwickeln sollte. Als Mitglied des SB war Buro unter anderem beteiligt am Angela Davis-Kongress von 1972, an der Chile-Solidarität gegen den Militärputsch in dem südamerikanischen Land ab 1973, und 1978 als einer der Sprecher des Dritten internationalen Russell-Tribunals über die Lage der Menschenrechte in der Bundesrepublik.
1980 war Buro neben weiteren Intellektuellen aus dem Umfeld des SB führend beteiligt an der Gründung des Komitees für Grundrechte und Demokratie. Als friedenspolitischer Sprecher dieser Organisation gehörte er in der ersten Hälfte der 1980er Jahre zu den Unterstützern und Initiatoren vieler Großdemonstrationen und Aktionen des Zivilen Ungehorsams (Sitzblockaden u. a.) gegen den NATO-Doppelbeschluss, der die Stationierung von nuklear bestückten Pershing-II-Mittelstreckenraketen in der Bundesrepublik Deutschland und Marschflugkörpern (cruise missiles) in der Bundesrepublik, Großbritannien, Italien, den Niederlanden und Belgien vorsah.
Nach dem Abflauen der Bewegung gegen die Nachrüstung und angesichts der Transformation der Bundeswehr hin zu einer Armee, die sich auch an internationalen Kampfeinsätzen zu beteiligen begann, bemühte sich Buro seit der deutschen Wiedervereinigung ab den 1990er Jahren verstärkt um die Erarbeitung alternativer, d. h. ziviler und gewaltfreier Konfliktlösungsstrategien auch auf zwischenstaatlicher Ebene. Ein wesentlicher Schritt in diese Richtung war die Gründung einer Plattform für Zivile Konfliktbearbeitung. Buro blieb weiterhin ein vehementer Kritiker militärischer Optionen. So beteiligte er sich auch Ende der 1990er Jahre an Widerstandsaktionen gegen den Einsatz der NATO im Krieg gegen Jugoslawien (Kosovokrieg). Er organisierte Mahnwachen und Demonstrationen vor Militärflugplätzen in Deutschland, bei denen beispielsweise die Soldaten zur Verweigerung ihres Einsatzes aufgerufen wurden.

### Friedensforschung seit 2000
Die Ausrufung des Krieges gegen den Terror durch US-Präsident Bush in der Folge der Terroranschläge am 11. September 2001 in den USA war für das Komitee für Grundrechte und Demokratie der Anlass für den Widerstand gegen diese neue Qualität einer internationalen militärischen Eskalationsstufe. Buro war der Verfasser einer Petition für eine Unterschriftensammlung an den deutschen Bundestag „Krieg darf nicht die Antwort auf Terror sein“. Nachdem dieser Petition kein Erfolg beschieden war, folgte 2002 erneut unter Beteiligung Andreas Buros die Gründung des Bündnisses RESIST – Sich dem Irakkrieg widersetzen, das im Dezember desselben Jahres die erste deutsche Großdemonstration gegen den (zu dem Zeitpunkt noch geplanten) Irakkrieg bei der Rhein-Main Air Base bei Frankfurt am Main organisierte.
Im Zuge der Diskussion um eine europäische Verfassung war Buro 2004 einer derjenigen, die versuchten, die Aufmerksamkeit der Friedensbewegung auf die militärischen Neuerungen in dieser Verfassung aufmerksam zu machen. Kritisiert wurden etwa die Festschreibung möglicher weltweiter EU-Kampfeinsätze, die Ausdehnung des Einsatzspektrums einer europäischen Armee und eine Aufrüstungsverpflichtung für die einzelnen Staaten (Artikel I-41 der EU-Verfassung: „Die Mitgliedstaaten verpflichten sich, ihre militärischen Fähigkeiten schrittweise zu verbessern.“). Buro verfasste die Bürgerinformation „EU-Militarisierung zerstört die Zivilmacht Europa“, womit er sich gegen eine Unterwerfung der Politik unter die Gesichtspunkte militärischer Logik wandte.
Ab dem Jahr 2006 gab er in Zusammenarbeit mit dem Bündnis Kooperation für den Frieden, einem Zusammenschluss von etwa 40 Organisationen der deutschen Friedensbewegung, dem Buro 2004 beigetreten war, die Monitoring-Dossiers heraus, in denen ausdifferenzierte Vorschläge zur zivilen Konfliktbearbeitung in bestimmten internationalen Konflikten ausgearbeitet sind. Bis 2008 wurden entsprechende Dossiers für die Konfliktherde Iran, Türkei/Kurdistan, Israel/Palästina (siehe Nahostkonflikt) und Afghanistan (siehe Krieg in Afghanistan seit 2001) erstellt. In diesen Dossiers unterbreitete Buro zum Teil die Ergebnisse seiner Arbeit zur zivilen Konfliktbearbeitung (als ein Teil-Themenfeld der Friedensforschung) am konkreten Konfliktbeispiel. Aufgrund seiner Arbeit in diesem Bereich wurde ihm 2008 neben der israelischen Frauenfriedensorganisation Machsom Watch und dem palästinensischen Pfarrer der Weihnachtskirche in Bethlehem, Mitri Raheb, der Aachener Friedenspreis verliehen. 2013 folgte die Verleihung des Göttinger Friedenspreises für sein „jahrzehntelanges, außergewöhnliches Wirken für Frieden und die Verwirklichung der Menschenrechte“.
Andreas Buro starb am 19. Januar 2016 im Alter von 87 Jahren in seinem Haus in Grävenwiesbach im Taunus.

## Auszeichnungen
- 2008: Aachener Friedenspreis[4]
- 2013: Göttinger Friedenspreis[5]

## Publikationen
- Untersuchungen über den Abbau von Kiefern- und Buchenholz durch holzzerstörende Pilze und dessen Beeinflussung durch Hitzebehandlungen und Kunstharztränkungen des Holzes, Springer, Berlin / Göttingen / Heidelberg 1954, DNB 480488576 (Dissertation Universität Göttingen, Forstwissenschaftliche Fakultät, 29. Juli 1954, 108 Seiten).
- Vom Handelskapitalismus zum Neo-Imperialismus der Gegenwart: eine Einführung in die Entwicklung der bürgerlichen Gesellschaft, zusammen mit Leo Kofler; Hrsg. Sozialistisches Büro, Verlag 2000, Offenbach 1972.
- Autozentrierte Entwicklung durch Demokratisierung? Lehren aus Vietnam und anderen Ländern der Dritten Welt. Campus, Frankfurt am Main 1981, ISBN 3-593-32840-2 (Habilitationsschrift Universität Frankfurt 1979).
- Zwischen sozial-liberalem Zerfall und konservativer Herrschaft – zur Situation der Friedens- und Protestbewegung in dieser Zeit, Verlag 2000, Offenbach 1982, ISBN 3-88534-310-X.
- Vietnam! Vietnam? Die Entwicklung der Sozialistischen Republik Vietnam nach dem Fall Saigons, zusammen mit Karl Grobe, Suhrkamp, Frankfurt am Main 1984, ISBN 3-518-11197-3.
- 100 Thesen zu Frieden und Menschenrechten, zusammen mit Wolf-Dieter Narr und Klaus Vack, Hrsg.: Komitee für Grundrechte und Demokratie, Sensbachtal 1984, ISBN 3-88906-012-9.
- Hatte die Friedensbewegung doch Recht? Ein Reader über Hintergründe, Fakten und Zusammenhänge zum Golfkrieg, mit Roland Roth, Hrsg. Komitee für Grundrechte und Demokratie, Sensbachtal 1991, ISBN 3-88906-042-0.
- Totgesagte leben länger – die Friedensbewegung, von der Ost-West-Konfrontation zur zivilen Konfliktbearbeitung, Komzi-Verlag, Idstein 1997, ISBN 3-929522-42-X.
- Die neue NATO – Instrument zur Durchsetzung westlicher Interessen, mit Wolf-Dieter Narr, Hrsg.: Komitee für Grundrechte und Demokratie, Köln 1999, ISBN 3-88906-080-3.
- Krieg auf dem Balkan – Deutschland ist wieder dabei. Hrsg.: Komitee für Grundrechte und Demokratie, Köln 1999, ISBN 3-88906-081-1.
- Pazifismus mit kriegerischen Mitteln? Argumente gegen Staatsminister Volmers Belli-Pazifismus. Hrsg.: Komitee für Grundrechte und Demokratie, Köln 2002, ISBN 3-88906-097-8.
- Israel – Palästina – Gewalt ohne Ende oder Verständigung und Kooperation? Hrsg.: Komitee für Grundrechte und Demokratie, Köln 2002, ISBN 3-88906-104-4.
- Bürger- und Bürgerinnen-Information: EU-Militarisierung zerstört die „Zivilmacht Europa,“ mit Volker Böge und Martin Singe; Hrsg.: Komitee für Grundrechte und Demokratie, Köln 2004, ISBN 3-88906-105-2.
- Dokumentation über die Konferenz „Die EU-Kandidatin Türkei und die Kurdenfrage“. Dokumentation über die Konferenz im Abgeordnetenhaus Berlin am 11. Juni 2004, mit Mehmet Salin, Hrsg.: Dialog-Kreis „Die Zeit ist Reif für eine Politische Lösung im Konflikt zwischen Türken und Kurden“, Mithrsg. IPPNW, Komitee für Grundrechte und Demokratie, Köln 2004, ISBN 3-933884-10-1.
- Geschichten aus der Friedensbewegung – Persönliches und Politisches, als Herausgeber, zusammen mit weiteren Autoren, Komitee für Grundrechte und Demokratie, Köln 2005, ISBN 3-88906-114-1.
- Der türkisch-kurdische Konflikt (Monitoring-Projekt, Dossier 2), Hrsg.: Kooperation für den Frieden, Bonn 2007.
- Der Afghanistan-Konflikt (Monitoring-Projekt, Dossier 4), Hrsg.: Kooperation für den Frieden, Bonn 2008.
- Gewaltlos gegen Krieg. Lebenserinnerungen eines streitbaren Pazifisten. Brandes & Apsel, Frankfurt am Main 2011, ISBN 978-3-86099-709-3.

## Belege/Anmerkungen
1. ↑  Wolfgang U. Eckart: Geschichte der Medizin, 6. Auflage Springer Medizin Verlag Heidelberg 2009, S. 330. ISBN 978-3-540-79215-4.
2. ↑  Volker Böge: Andreas Buro wird 80 Jahre alt, Komitee für Grundrechte und Demokratie, 7. August 2008
3. ↑  "Trauer um Andreas Buro" – Nachruf des Grundrechtekomitees vom 19. Januar 2016
4. ↑  Fotografie der Träger des Aachener Friedenspreises 2008, links: Andreas Buro (Memento vom 17. Juni 2013 im Internet Archive)
5. ↑  Zur Verleihung des Göttinger Friedenspreises 2013 an Andreas Buro (Unterseite www.goettinger-friedenspreis.de, abgerufen am 19. Januar 2016)

| Personendaten    | Personendaten                              |
| ---------------- | ------------------------------------------ |
| NAME             | Buro, Andreas                              |
| KURZBESCHREIBUNG | deutscher Politikwissenschaftler und Autor |
| GEBURTSDATUM     | 15. August 1928                            |
| GEBURTSORT       | Berlin                                     |
| STERBEDATUM      | 19. Januar 2016                            |
| STERBEORT        | Grävenwiesbach                             |